# قانون التلوث بالضباب العابر للحدود لعام 2014

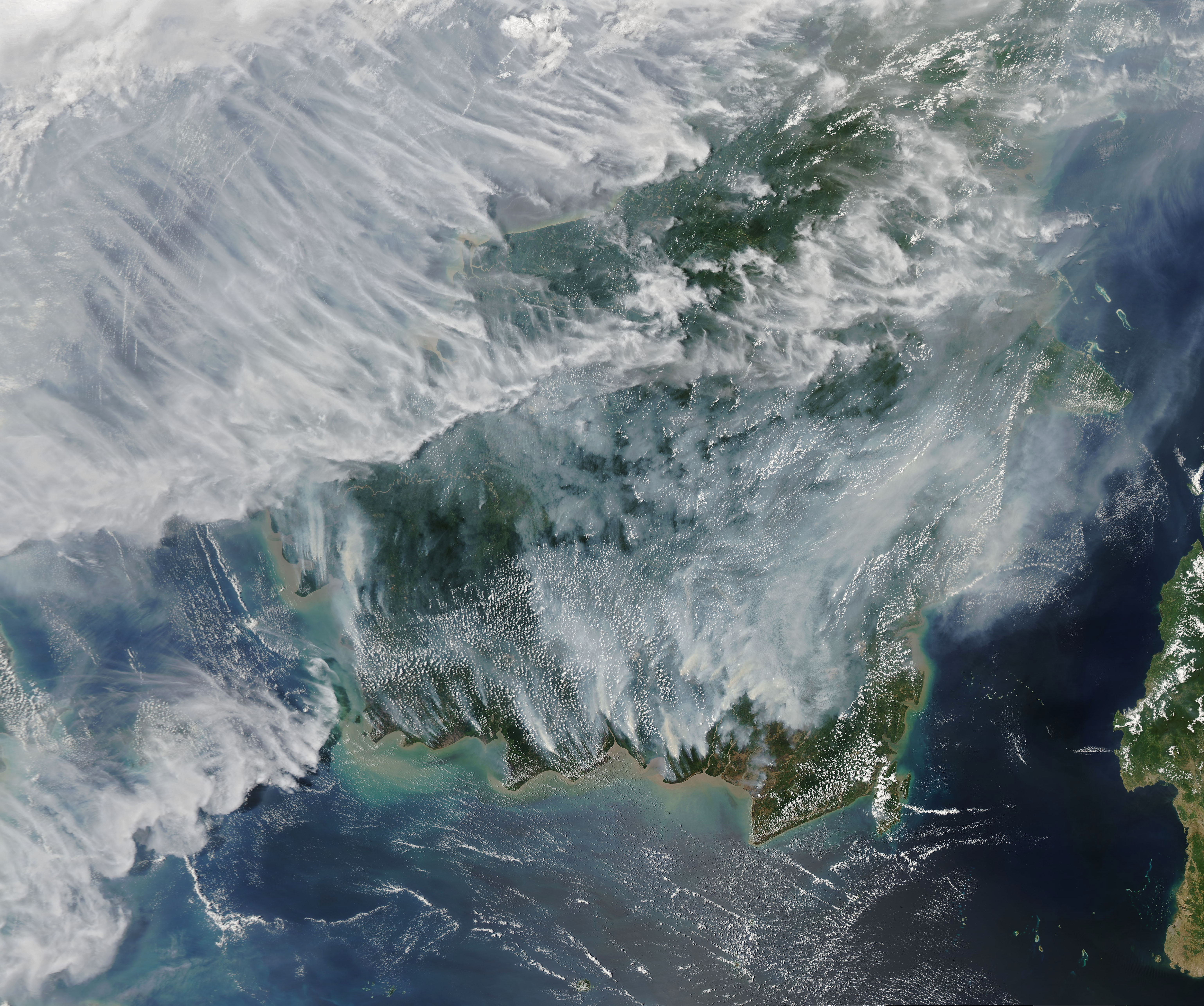
حرائق الغابات في بورنيو 2019 وقانون التلوث بالضباب العابر للحدود: اختبار فعالية التشريعات البيئية في جنوب شرق آسيا

قانون التلوث بالضباب العابر للحدود لعام 2014 هو قانون شرعه برلمان سنغافورة يجرم السلوك الذي يتسبب أو يساهم في تلوث هواء سنغافورة بالضباب. صُمم القانون على وجه التحديد للسماح بالردع القانوني ومقاضاة الشركات التي تتسبب في حدوث التلوث البيئي.

## الخلفية التاريخية
عانت ماليزيا وسنغافورة منذ عام 1972 من أزمات ضباب متكررة لتلوث الهواء الشديد بسبب حرق وقطع الأراضي الزراعية في جزر سومطرة وكليمنتان بإندونيسيا. كان الهدف من اتفاقية دول جنوب شرق آسيا بشأن التلوث بالضباب العابر للحدود هو منع مثل هذا التلوث. لم تصدق إندونيسيا والفلبين على هذه الاتفاقية حتى عام 2006. وكتب الاقتصادي والأستاذ في جامعة سنغافورة الوطنية إيفان بنغ سلسلة من مقالات الرأي في وسائل الإعلام الماليزية والسنغافورية للدعوة إلى توسيع نطاق القوانين البيئية بحيث تحظر الانبعاثات العابرة للحدود.

## إصدار القانون
سن برلمان سنغافورة في أغسطس 2014 قانون التلوث بالضباب العابر للحدود. ويسعى القانون إلى ردع الشركات أو الكيانات التي تقع داخل سنغافورة أو خارجها ومنعها من القيام بأنشطة تساهم في تفاقم أزمات الضباب العابر للحدود، والتي تؤثر بالسلب على سنغافورة. يستهدف القانون الشركات وليس الدول التي تساهم في إحداث التلوث وتلك التي تتغاضى عن التلوث الذي تحدثه شركات أو أفراد آخرين يخضعون لرقابة إدارية عليهم  يُعاقب بموجب هذا القانون كل من يقوم يممارسات القطع الحرق للأراضي ما لم تتّخذ خطوات للقضاء على هذه الممارسة. أصبحت وكالة البيئة الوطنية السنغافورية بالتالي مفوضة إلى جانب المحاكم في الحصول على معلومات عند الطلب دون الحاجة إلى الاعتماد على السلطات الإندونيسية، وكذلك يخول لها سجن أو تغريم الشركات أو الأفراد المستهدفين الذين يلوثون الهواء، أو الشركات التابعة لها أو موردي التلوث.

## استخدامات القانون
سمح قانون التلوث بالضباب العابر للحدود مع ظهور ظاهرة التردد الجنوبي أو إلنينيو من جديد في عام 2015 ببناء القدرات المحلية في التعامل مع حرائق الغابات في المقاطعات الإندونيسية مثل جامبي ورياو. قد تعتمد فعالية القانون الجديد على القدرة على تحديد الشركات أو الكيانات المخالفة للقانون بدقة، وكذلك على إنفاذ القانون وتعاون النظراء الإندونيسيين مع جهاد إنفاذ القانون في سنغافورة. أعلن وزير البيئة والموارد المائية ماساغوس ذولكيفلي أن خسائر سنغافورة قدّرت في عام 2015 بنحو 700 مليون دولاراً سنغافورياً بسبب الضباب.
أصدرت وكالة البيئة الوطنية السنغافورية في عام 2015 إخطارات قانونية لست شركات إندونيسية بخصوص حرائق وقعت على أراضيها. وبحلول مارس 2017، كانت الوكالة قد أغلقت التحقيقات مع شركتين هما شركة بي تي بومي سريويجايا سينتوسا، وشركة بي تي واشيوني مانديرا، بينما ظلت قضايا الشركات الأربع الأخرى قيد التحقيق بدءًا من سبتمبر 2021.